# Supercupa României la handbal feminin 2024-2025
Supercupa României la handbal feminin 2024–2025 va fi a 15-a ediție a competiției de handbal feminin românesc organizate de Federația Română de Handbal (FRH) cu începere din 2007. Ediția 2024–2025 se va desfășura pe 23 și 24 august 2025, la TeraPlast Arena din Bistrița. Va fi a patra ediție a competiției, după cea din 2011, care va fi organizată în sistem Final 4, cu patru echipe calificate.

## Televizări
Partidele vor fi transmise în direct de canalul PRO•ARENA al trustului PRO și difuzate online și pe platforma de streaming a acestuia, VOYO.

## Echipe participante
Conform regulamentului, la competiție urmau să ia parte echipele clasate pe locurile 1 și 2 în ediția 2024-2025 a ligii naționale, precum și finalistele Cupei României. Deoarece CSM București a câștigat atât campionatul, cât și Cupa României,
iar CS Gloria 2018 Bistrița-Năsăud, cealaltă finalistă a Cupei, s-a clasat pe locul 3 în campionatul național, în competiție a fost invitată și CS Minaur Baia Mare, echipă clasată pe locul 4 în liga națională. În final, cele patru echipe participante sunt:
| Loc | Echipa                         | Poziție                                         |
| --- | ------------------------------ | ----------------------------------------------- |
| 1   | CSM București                  | Locul 1 în Liga Națională și Cupa României      |
| 2   | CSM Corona Brașov              | Locul 2 în Liga Națională                       |
| 3   | CS Gloria 2018 Bistrița-Năsăud | Locul 2 în Cupa României și 3 în Liga Națională |
| 4   | CS Minaur Baia Mare            | Locul 4 în Liga Națională                       |

## Dată
Data desfășurării Supercupei României a fost anunțată în regulamentul aprobat de Consiliul de Administrație al FRH și publicat pe 20 mai 2025.
Sala gazdă, TeraPlast Arena din Bistrița, a fost anunțată pe 24 iunie 2025.

## Bilete
Prețul biletelor și abonamentelor a fost decis în ședința extraordinară a Comitetului Director al F.R.H. din data de 24 iunie 2025.

## Partide

### Semifinalele
| 23 august 2025 | CSM București | – | CS Minaur Baia Mare | TeraPlast Arena, Bistrița |
| 23 august 2025 | (–)           |   |                     | TeraPlast Arena, Bistrița |
| 23 august 2025 | Raport        |   |                     | TeraPlast Arena, Bistrița |

| 23 august 2025 | CSM Corona Brașov | – | CS Gloria 2018 Bistrița-Năsăud | TeraPlast Arena, Bistrița |
| 23 august 2025 | (–)               |   |                                | TeraPlast Arena, Bistrița |
| 23 august 2025 | Raport            |   |                                | TeraPlast Arena, Bistrița |

### Finala mică
| 24 august 2025 | Învinsa semifinalei 1 | – | Învinsa semifinalei 2 | TeraPlast Arena, Bistrița |
| 24 august 2025 | (–)                   |   |                       | TeraPlast Arena, Bistrița |
| 24 august 2025 | Raport                |   |                       | TeraPlast Arena, Bistrița |

### Finala
| 24 august 2025 | Câștigătoarea semifinalei 1 | – | Câștigătoarea semifinalei 2 | TeraPlast Arena, Bistrița |
| 24 august 2025 | (–)                         |   |                             | TeraPlast Arena, Bistrița |
| 24 august 2025 | Raport                      |   |                             | TeraPlast Arena, Bistrița |

### Etape
|  | Semifinalele                | Semifinalele                |  |  | Finala | Finala |
|  |                             |                             |  |  |        |        |
|  | 23 august 2025              |                             |  |  |        |        |
|  |                             |                             |  |  |        |        |
|  | CSM București               |                             |  |  |        |        |
|  | 24 august 2025              |                             |  |  |        |        |
|  | CS Minaur Baia Mare         |                             |  |  |        |        |
|  | Câștigătoarea semifinalei 1 |                             |  |  |        |        |
|  | 23 august 2025              |                             |  |  |        |        |
|  |                             | Câștigătoarea semifinalei 2 |  |  |        |        |
|  | CSM Corona Brașov           |                             |  |  |        |        |
|  |                             |                             |  |  |        |        |
|  | CS Gloria 2018 Bistrița     |                             |  |  |        |        |
|  | Finala mică                 |                             |  |  |        |        |
|  |                             |                             |  |  |        |        |
|  | 24 august 2025              |                             |  |  |        |        |
|  |                             |                             |  |  |        |        |
|  | Învinsa semifinalei 1       |                             |  |  |        |        |
|  |                             |                             |  |  |        |        |
|  | Învinsa semifinalei 2       |                             |  |  |        |        |